# Tizana (bebida)
La tizana es una bebida típica de la gastronomía venezolana que consiste en varias frutas cortadas en pedazos, las cuales suelen venir mezcladas con zumo o jugo de naranja, de sandía (que en Venezuela recibe el nombre de "patilla") o granadina, esta última le da una característica tonalidad rojiza.
La tizana es consumida en cualquier época del año y es ofrecida en distintos tipos de establecimientos como vendedores ambulantes, mercados populares, restaurantes o envasadas en supermercados.

## Historia
Los primeros registros de la tizana se hallan en recetarios de la época colonial donde se preparaba con guarapo de caña de azúcar, soda, jarabe de goma, nuez moscada y frutas cortadas. Durante el siglo XIX y principios del siglo XX, la tizana fue considerada como una merienda típica de las clases altas de aquel entonces. Sin embargo, eventualmente la tizana se popularizó y surgió una gran diversidad de recetas para prepararla.

## Bebidas similares
Se diferencia de la sangría en el hecho de que aquella está elaborada con vino tinto y por tal motivo posee contenido alcohólico y de la macedonia de frutas debido a que posee mayor cantidad de líquido.
En las frutas con sirope de Costa Rica se sustituye la granadina por colita. Esta bebida tiene semejanzas con el fruit punch estadounidense.
Asimismo, la tizana se distingue principalmente del salpicón de frutas colombiano en que a este último se le suele agregar bolas de helado como tope.